# Tahoua (Departement)
Tahoua [taˈwa] ist ein Departement in der gleichnamigen Region Tahoua in Niger.

## Geographie

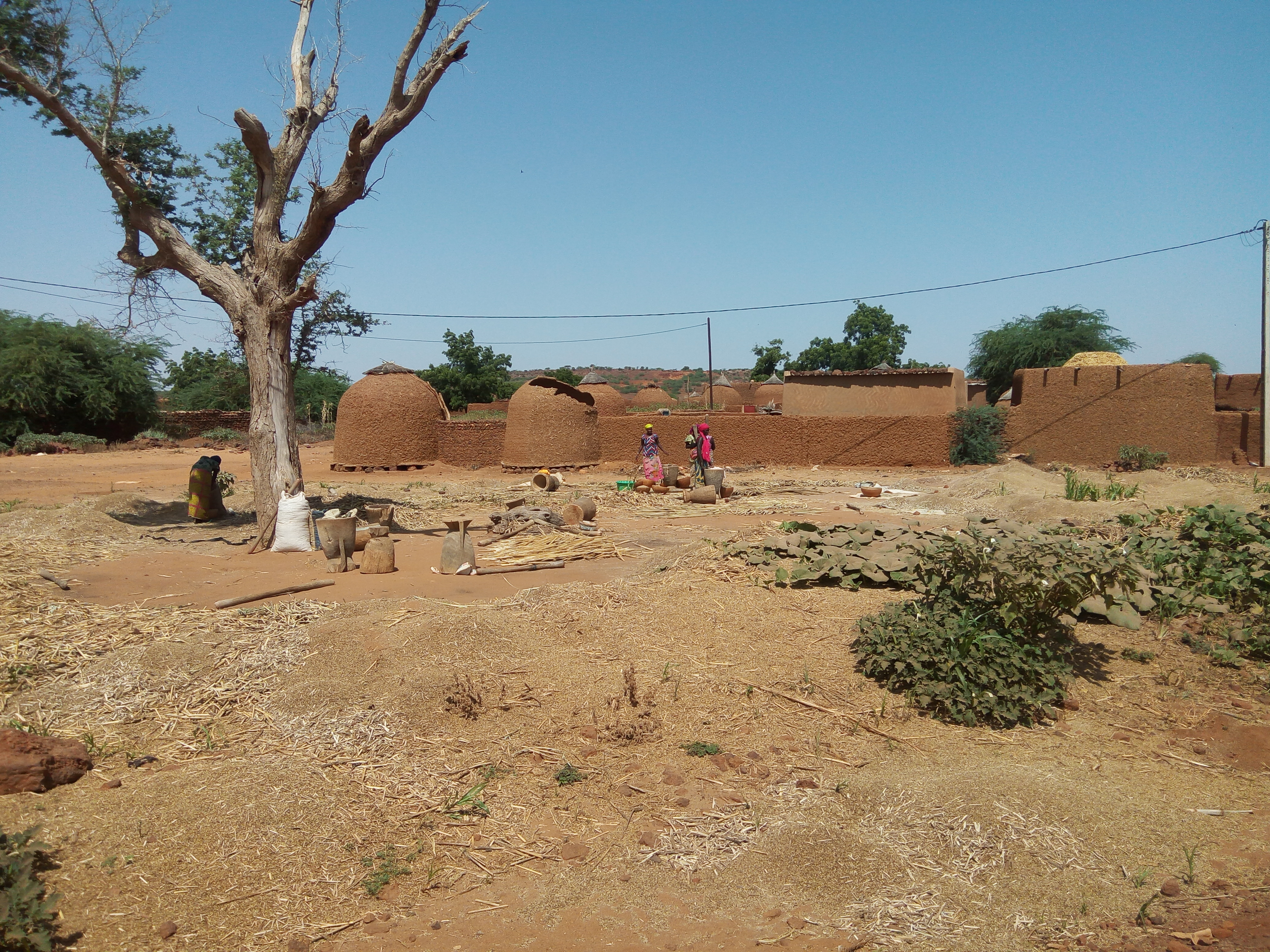
Founkoye, ein Stadtteil von Tahoua (2016)

Das Departement liegt im Westen des Landes. Es besteht aus der Stadt Tahoua und den Landgemeinden Affala, Bambeye, Barmou, Kalfou, Takanamat und Tébaram. Der namensgebende Hauptort des Departements ist Tahoua.
Es gibt fünf Dörfer mit mehr als 5000 Einwohnern laut Volkszählung 2012:
- Affala (Gemeindehauptort)
- Mouléla
- Taza
- Toro
- Toudouni[2]

## Geschichte
Nach der Unabhängigkeit Nigers im Jahr 1960 wurde das Staatsgebiet in 32 Bezirke (circonscriptions) aufgeteilt. Einer davon war der Bezirk Tahoua. 1964 gliederte eine Verwaltungsreform Niger in sieben Departements, die Vorgänger der späteren Regionen, und 32 Arrondissements, die Vorgänger der späteren Departements. Im Zuge dessen wurde der Bezirk Tahoua in das Arrondissement Tahoua umgewandelt.
Im Jahr 1998 wurden die bisherigen Arrondissements Nigers zu Departements erhoben, an deren Spitze jeweils ein vom Ministerrat ernannter Präfekt steht. Die Gliederung des Departements in Gemeinden besteht seit dem Jahr 2002. Zuvor bestand es aus dem städtischen Zentrum Tahoua und den Kantonen Tahoua, Bambey und Kalfou.

## Bevölkerung
Das Departement Tahoua hat gemäß der Volkszählung 2012 581.586 Einwohner, davon 147.291 in der Stadt Tahoua. Bei der Volkszählung 2001 waren es 359.994 Einwohner, bei der Volkszählung 1988 239.048 Einwohner und bei der Volkszählung 1977 166.330 Einwohner.

## Verwaltung
An der Spitze des Departements steht ein Präfekt (französisch: préfet), der vom Ministerrat auf Vorschlag des Innenministers ernannt wird.
| Amtszeit                      | Name                           |
| ----------------------------- | ------------------------------ |
| …                             |                                |
| bis 12. Mär. 2009             | Aboubacar Abdou                |
| 12. Mär. 2009 – 15. Apr. 2010 | Oudou Ambouka                  |
| 15. Apr. 2010 – 3. Jun. 2011  | Moussa Kossomi                 |
| 3. Jun. 2011 – 4. Dez. 2013   | Attaher Laouali Dango          |
| 4. Dez. 2013 – 23. Mär. 2017  | Abbas Baoua (alias Abbas Bawa) |
| 23. Mär. 2017 – 9. Mai 2017   | Oumarou Tanko                  |
| 9. Mai 2017 – 8. Nov. 2021    | Abdou Malam Ali                |
| 8. Nov. 2021 – 21. Sep. 2023  | Miko Aïchatou Amadou           |
| seit 21. Sep. 2023            | Yoni Badjieba Dile             |